# Leval, Territoire de Belfort
Leval är en kommun i departementet Territoire de Belfort i regionen Bourgogne-Franche-Comté i östra Frankrike. Kommunen ligger i kantonen Rougemont-le-Château som tillhör arrondissementet Belfort. År 2022 hade Leval 248 invånare.

## Befolkningsutveckling
Antalet invånare i kommunen Leval
| Referens: INSEE |